# Adeodato (figlio di Agostino)
Adeodato (Cartagine, 372 – 388) era il figlio di Agostino d'Ippona (venerato dalla chiesa cattolica come Sant'Agostino).

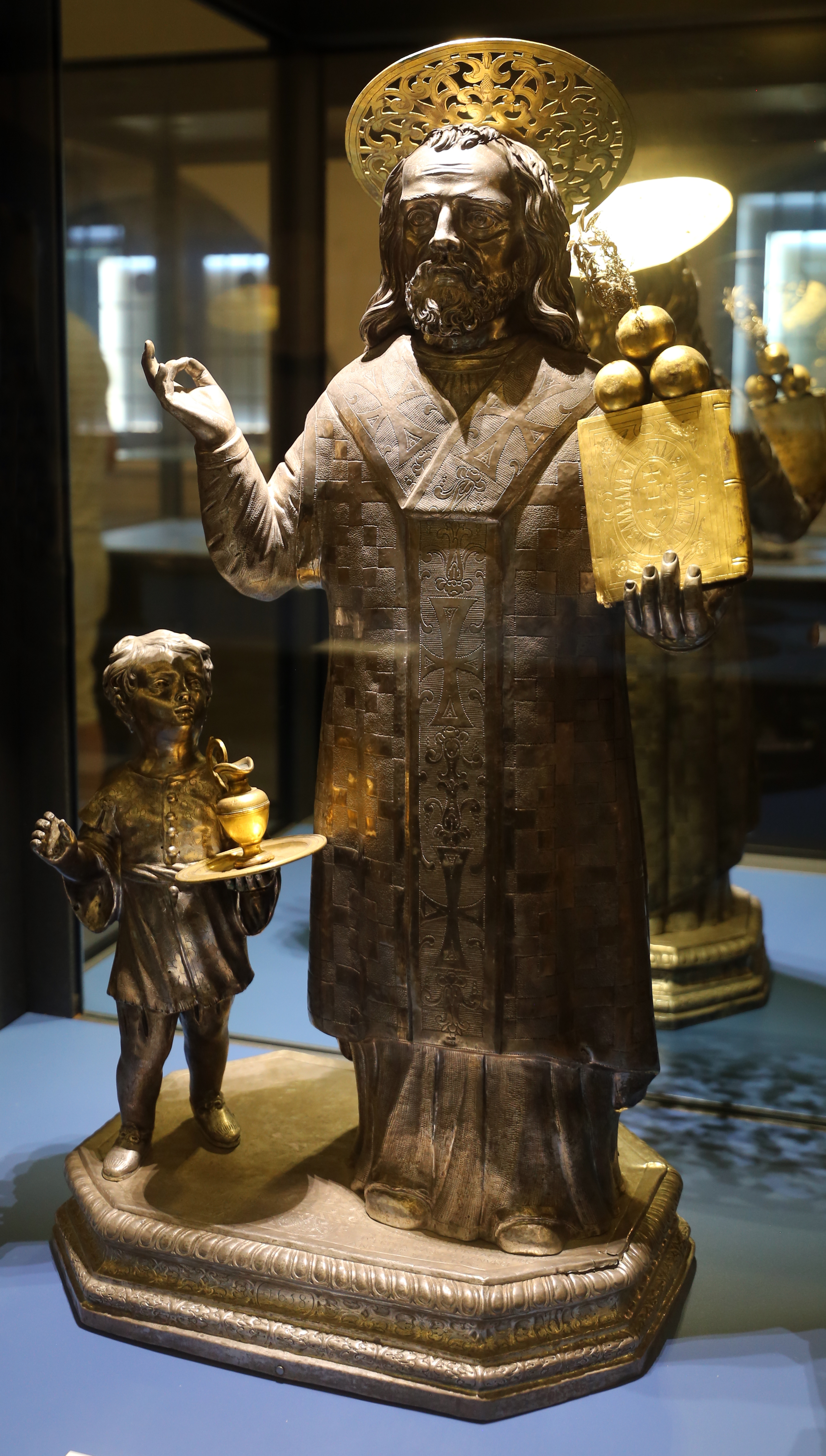
Bottega napoletana, San Nicola e Adeodato, 1659, Bari, Museo Nicolaiano

Agostino non si convertì alla fede cristiana fino all'età di 32 anni. A diciassette anni iniziò una relazione con una giovane donna e Adeodato fu il frutto di questo concubinaggio. Per la gioia, il padre lo chiamò Adeodatus, "dono di Dio". Quando Agostino si trasferì a Roma e, successivamente, a Milano, questa giovane donna e il suo bambino lo seguirono; lei e Agostino continuarono la loro relazione. Il giovane Adeodato, dotato di grande intelligenza, era l'orgoglio e la speranza dei genitori. Condizionato da questa convivenza more uxorio, sant'Agostino non la voleva rompere e, poiché la sua convivenza era di ostacolo alla sua conversione, santa Monica, sua madre, voleva che lui sposasse la madre del bambino.
Come il nome della madre di Adeodato non è stato mai riportato, così non è stata mai tramandata la ragione per cui lei e Agostino, in questa occasione, non si sposarono, anche se, evidentemente, c'era un legame molto forte tra loro. Tuttavia, alla fine si separarono. "Era più forte di me", scriveva Agostino, "e ha fatto il suo sacrificio con un coraggio e una generosità tali che non ero abbastanza forte da eguagliare." La donna tornò a Cartagine, da dove era venuta, e dove si chiuse in un monastero. Lasciò il brillante Adeodato con il padre. Di fronte alla grande intelligenza del figlio, Agostino provò una sorta di soggezione. "La grandezza della sua mente mi riempì di una sorta di terrore", diceva di sé stesso (De beata vita, c. vi).
Agostino ricevette il battesimo all'età di 32 anni dalle mani di sant'Ambrogio da Milano, amico intimo suo e di sua madre. Ad incremento della sua gioia, Adeodato, Alipio, l'amico di una vita, e un certo numero degli amici più vicini divennero cristiani e ricevettero il battesimo tutti insieme. Santa Monica, Agostino, Adeodato, che ora aveva quindici anni ed era diventato "figlio della grazia", anche se "figlio del mio peccato", come lo aveva definito Agostino nell'amarezza dell'autorimprovero e della contrizione, insieme al leale Alipio, si stabilirono in una villa a Cassiciacum, vicino a Milano. Le molte conversazioni e investigazioni sulle questioni sacre e sulla verità resero questa residenza un'accademia filosofica cristiana. Adeodato prese parte a molte di queste dotte disquisizioni. Figurò come interlocutore nel trattato De beata vita (puer ille minimus omnium, quel ragazzo, il più giovane di loro tutti) e contribuì grandemente al De magistro, scritto due anni dopo. Sembra che sia morto poco dopo il compimento del sedicesimo anno di età.